# أحمد بن عبد الله السقاف
أحمد بن عبد الله السقاف (1299 - 1369 هـ) كاتب وشاعر حضرمي من زعماء النهضة العربية في الشرق الجاوي. له مآثر وآثار في الحياة الاجتماعية بإنتاجه الأدبي والفكري والعلمي والعملي. وهو الذي يعزى إليه روايته «فتاة قاروت» كأول رواية في تاريخ الأدب اليمني.

## نسبه
أحمد بن عبد الله بن محسن بن علوي بن سقاف بن محمد بن عمر بن طه بن عمر بن طه بن عمر الصافي بن عبد الرحمن المعلم بن محمد بن علي بن عبد الرحمن السقاف بن محمد مولى الدويلة بن علي بن علوي الغيور بن الفقيه المقدم محمد بن علي بن محمد صاحب مرباط بن علي خالع قسم بن علوي بن محمد بن علوي بن عبيد الله بن أحمد المهاجر بن عيسى بن محمد النقيب بن علي العريضي بن جعفر الصادق بن محمد الباقر بن علي زين العابدين بن الحسين السبط بن علي بن أبي طالب، وعلي زوج فاطمة بنت محمد ﷺ.
فهو الحفيد 34 لرسول الله محمد ﷺ في سلسلة نسبه.

## مولده ونشأته
ولد سنة 1299 هـ/ 1882 م في الشحر عندما كان والده يتردد إليها للإرشاد والدعوة إلى الله، فتربَّى السقاف في كنف أخواله آل بن عثمان. ولما بلغ الرابعة من عمره خرج إلى سيئون موطن أسرته، فنشأ فيها في أسرة عُرِفت بالعلم والدعوة وتعلم أصول الدين والفقه وعلوم الآلة وطرفا من الأدب والتصوف. وتردد إلى تريم حيث تعقد مجالس العلم، فاتصل بأكابرها وقرأ عليهم وجلس بين أيديهم.

## هجرته
هاجر إلى الهند عام 1907، ودرس في حيدر آباد، واجتمع بالأديب أبي بكر بن عبد الرحمن بن شهاب ودرس عليه في عدد من العلوم، ثم رحل عام 1908 إلى جزيرة جاوة في إندونيسيا، واستقر في مدينة سورابايا بها، وأنشأ مجلة «الرابطة العلوية» الشهرية بها. شارك بمقالات صحفية في جريدة «الإصلاح» الأسبوعية التي كانت تصدر في مدينة سورابايا، كما أسس مع عدد من المهاجرين اليمنيين جمعيات ومدارس في عدد من المدن الإندونيسية، كما كان يزاول العمل التجاري، وأدار مصنعًا في مدينة بتاوي إلى جانب نشاطه وجهوده في المجالات الخيرية والدينية. درس العلوم الدينية واللغة والأدب، وتوسع في إطلاعه على العلوم الحديثة، فقضى ثلاثة عقود من حياته حتى عام 1948 متنقلًا بين أقاليم إندونيسيا.

## مؤلفاته
وقد ترك آثارا كثيرة جُلها كتب مدرسية في اللغة العربية، والإنشاء العربي، والأناشيد المدرسية، وكتبا روائية تهذيبية. كما ترك كتبا لم تطبع بعد في علم النفس والتربية وفي التاريخ الإسلامي عن جزائر إندونيسيا. منها:
| - «فتاة قاروت» (رواية في جزأين) - «الصبر والثبات» - «منظومة الآداب الإسلامية للبنات» | - «خدمة العشيرة بترتيب وتلخيص وتذييل شمس الظهيرة» - ديوان شعر |

### رواية فتاة قاروت
صدرت رواية «فتاة قاروت» لأحمد بن عبد الله السقّاف في إندونيسيا عام 1927، وأجمع النقاد على أنها أول رواية يمنية، كما أنها أول رواية في الجزيرة العربية. وعرّف السقّاف روايته بأنها «رواية غرامية انتقادية تتضمن انتقاد بعض عادات المهاجرين الحضارم في الأرخبيل الهندي»، وقد قدّم فيها أفكاره وآرائه المرتبطة بعادات المهاجرين الحضارم وسلوكهم في الأرخبيل الهندي، فسعى لتوظيف شخصيات روايته في سبيل عرض موقفه الرافض لاندماج المولدين الحضارم في المجتمع المحلي في جاوة.
سردت الرواية قصة بطلها «عبد الله» الذي يقرر بعد أن وصل من حضرموت إلى الأرخبيل الهندي لإنجاز بعض الأمور المتعلقة بتركة والده، أن يقضي بعض الوقت للاستجمام في منتجع قاروت الواقعة في شرق جزيرة جاوة، وهناك يرى فتاة تدعى «نيغ» ويقع في حبها ويقدم على الزواج منها حتى دون أن يراها ثانية أو أن يتأكد من أصلها ونسبها، ثم يضطر أن يغادر قاروت في اليوم التالي للزواج للذهاب إلى سنغافورة لمقابلة أخيه الذي جاء ليعود به إلى حضرموت، وذلك بعد زيارة عمهما «عبد الرحيم» الذي يقيم في مدينة سورابايا في جنوب شرق جاوة. وهناك يقتنع «عبد الله» بالزواج من ابنة عمه، ثم يضطر لاحقًا لتطليقها بسبب اختلاف طباعهما.
نشرت عنها دراسة «البينة السردية في رواية فتاة قاروت لسيد أحمد عبد الله السقاف»، وهي دراسة ناراتولوجية لـ أ.ج غريماس. وكتب عنها عبد الحكيم باقيس «فتاة قاروت والريادة الروائية المهمشة (نقد المجتمع والعلاقة بالآخر)»، وطه حسين الحضرمي «سؤال الذات وصراع الهوايات في رواية فتاة قاروت لأحمد عبد الله السقاف».
أعادت دار «عناوين Books» اليمنية إصدار رواية «فتاة قاروت»، وأعاد كذلك «نادي كتاب القصة» طباعتها.

## وفاته
توفي على ظهر سفينة عائدة به من مهجره إلى مسقط رأسه، حيث عزم على العودة إلى الوطن وودع أنجاله وأصدقاءه بعد أن أقيمت له الحفلات وتليت قصائد التوديع، فركب الباخرة من جاكرتا في يوم الثلاثاء السادس والعشرين من شهر جمادى الأولى سنة 1369 هـ/ 1950 م ولكن شاءت يد القدر أن تختاره إلى جوار ربه وهو على البحر.

## روابط خارجية
- ديوان السيد أحمد بن عبد الله السقاف العلوي.